# Шуфелт, Уильям
Уильям Шуфелт (англ. William Shewfelt, 19 мая 1995; Станисло, Калифорния, США) — американский актёр и певец. Наиболее известен ролью Броди Ромеро, красного рейнджера из телесериала Могучие Рейнджеры: Сталь Ниндзя. Номинант в номинации «любимый актёр телевидения» на премии Kids' Choice Awards (2018).

## Биография
Родился 19 мая 1995 года в округе Станисло штата Калифорния. В раннем возрасте ребёнок вёл активную жизнь, участвовал в различных конкурсах по сочиненияю и орфографии, где имел успех. Занимался с пяти лет каратэ и выезжал на турниры по данному виду спорта, выигрывая противников. Позже начал заниматься легкой и тяжелой атлетикой, армрестлингом.
Уильям учился в Калифорнийском университете в Сан-Диего по изучению  экономики. Шуфелт быстро стал президентом Общества студентов-экономистов.
Работал моделью для ряда фитнес-брендов и брендов мужской одежды, также появлялся в различных подкастах о здоровье и фитнесе, снимался в рекламах, музыкальных клипах, в короткометражных фильмах. Наибольшую популярность молодому человеку принесла роль Броди Ромеро, красного рейнджера в телесериале Могучие Рейнджеры: Сталь Ниндзя, а так же в продолжении телесериала Могучие Рейнджеры: Супер Сталь Ниндзя.

## Фильмография
- 2015—2017 — Шоу мистера Пибоди и Шермана (Блэйн)
- 2016 — Последние дни Эллиота Моррисона (Эллиот Моррисон)
- 2017— Могучие Рейнджеры: Сталь Ниндзя (Броди Ромеро, красный рейнджер)
- 2018 — Могучие Рейнджеры: Супер Сталь Ниндзя (Броди Ромеро, красный рейнджер)
- 2017 — Don't Be Scared Homie (Ник)
- 2018 — Almost Perfect (Кев)
- 2019 — SDSU: Active School Shooter Safety Response (студент)
- 2021 — Могучие рейнджеры: Восстание ниндзя — Мини-сериал (Броди Ромеро)

## Премии и номинации
| Год  | Премия              | Категория                 | Результат |
| ---- | ------------------- | ------------------------- | --------- |
| 2018 | Kids' Choice Awards | Любимый актёр телевидения | Номинация |